# Târgul de Carte de la Göteborg
Târgul de Carte de la Göteborg (în suedeză Bok & Bibliotek, Bok- och biblioteksmässan sau Bokmässan) este un eveniment anual, care are loc în Göteborg, Suedia din 1985. A început ca un târg de schimb de carte (pentru bibliotecari și profesori), dar acum este cel mai mare festival literar din Scandinavia și al doilea cel mai mare târg de carte din Europa, după Târgul de Carte de la Frankfurt. Târgul de Carte are loc de obicei în ultima săptămână a lunii septembrie în fiecare an. Acesta are în jur de 100.000 de vizitatori și 900 de expozanți anual. În 2013 România a fost invitată de onoare la acest târg.

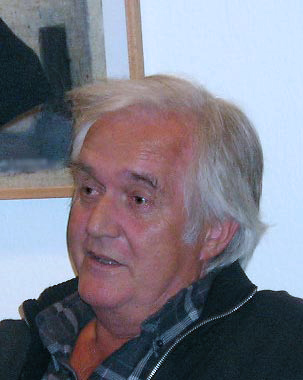
Henning Mankell, 2005
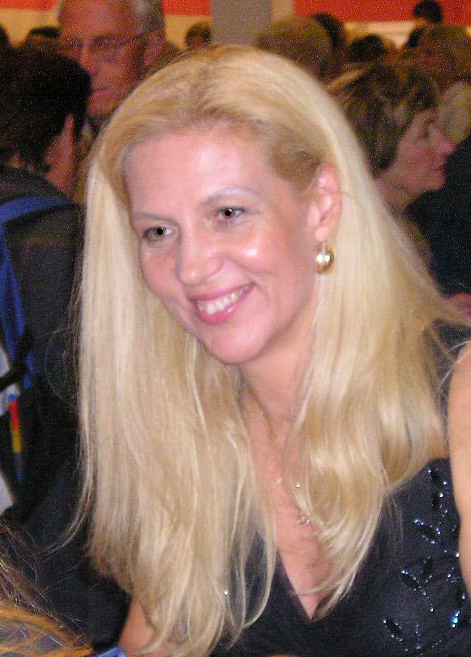
Liza Marklund, 2005
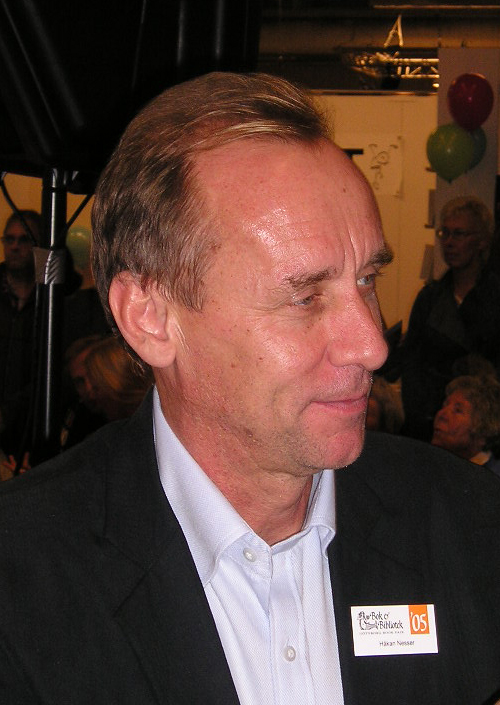
Håkan Nesser, 2005
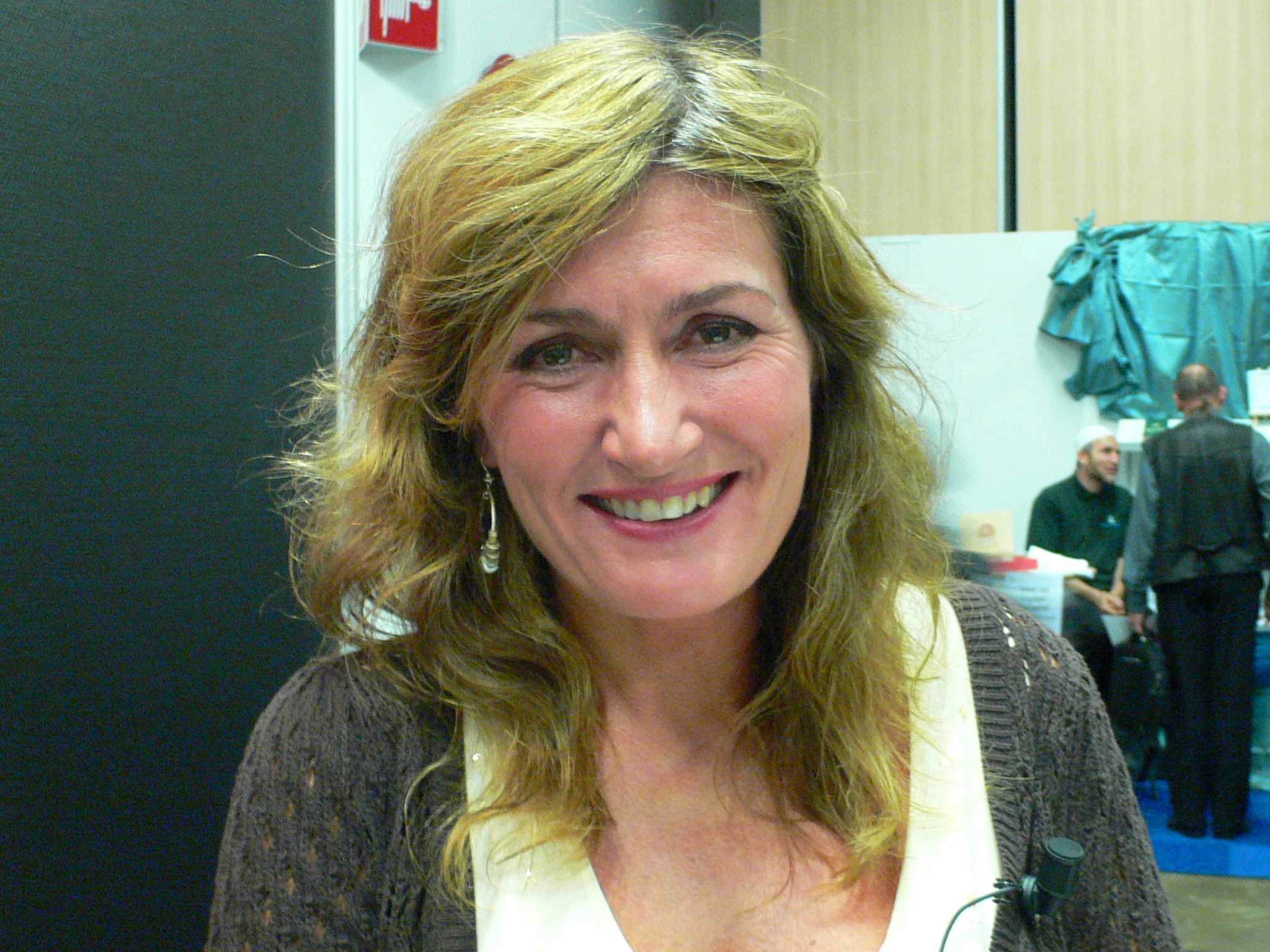
Mari Jungstedt, 2007
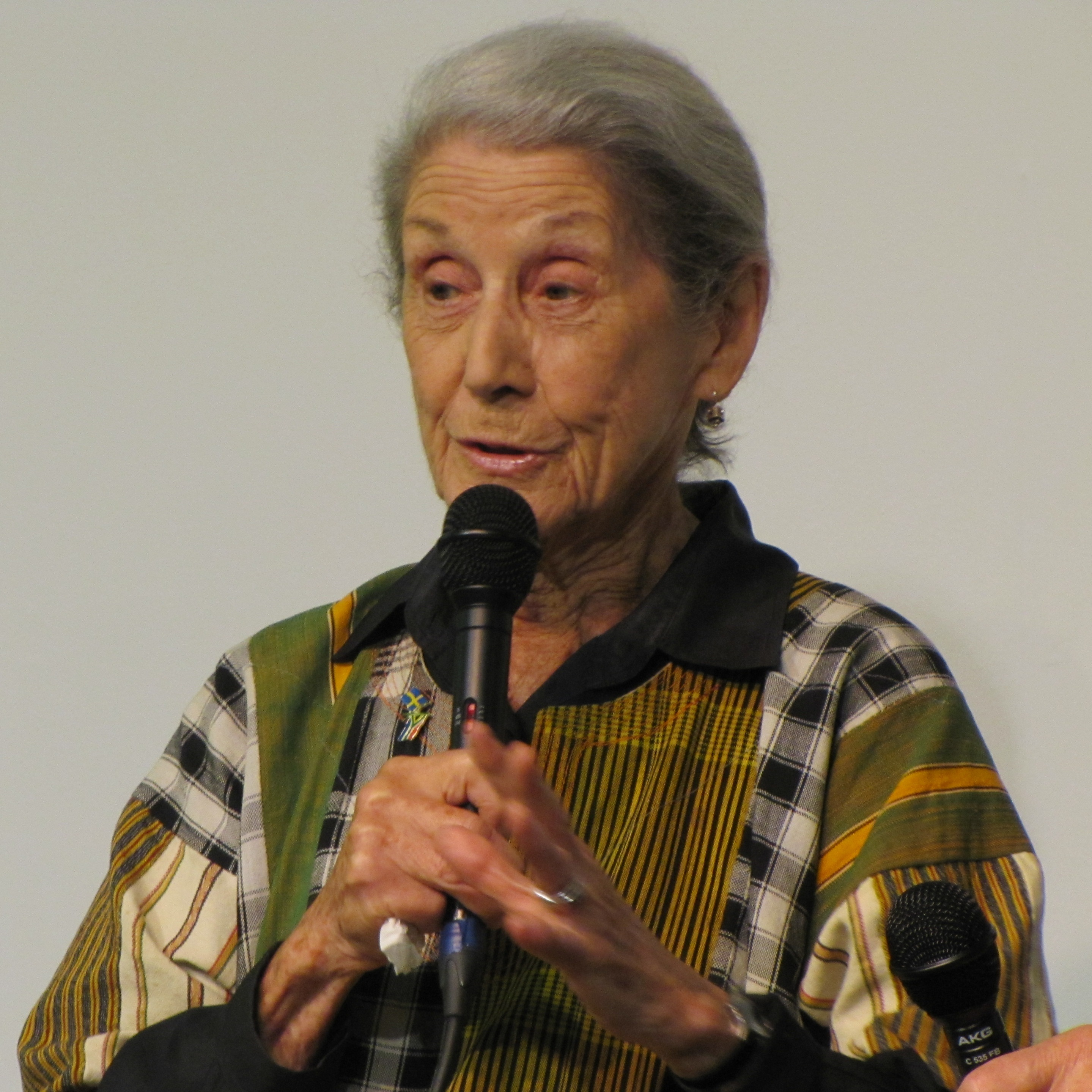
Nadine Gordimer, 2010